# Ásbyrgi
Ásbyrgi es un cañón con áreas boscosas que se encuentra al norte de Islandia, a unas dos horas al este de Akureyri , en la región de Norðurland Eystra.

## Características
La depresión en forma de herradura es parte del parque nacional Jökulsárgljúfur y mide aproximadamente 3,5 km de longitud y 1,1 km de ancho. 
Por más de la mitad de su longitud, el cañón se divide con una formación rocosa de 25 metros de altura distintiva llamada Eyjan (‘la isla’), desde donde los excursionistas pueden disfrutar de unas vistas espectaculares.
Las escarpadas laderas del cañón están formadas por acantilados de hasta 100 metros de altura.
Entre 1947 y 1977, se introdujeron algunas especies como abetos, alerces y pinos. El pequeño lago Botnstjörn alberga una variedad de patos y otras aves acuáticas.

## Orígenes

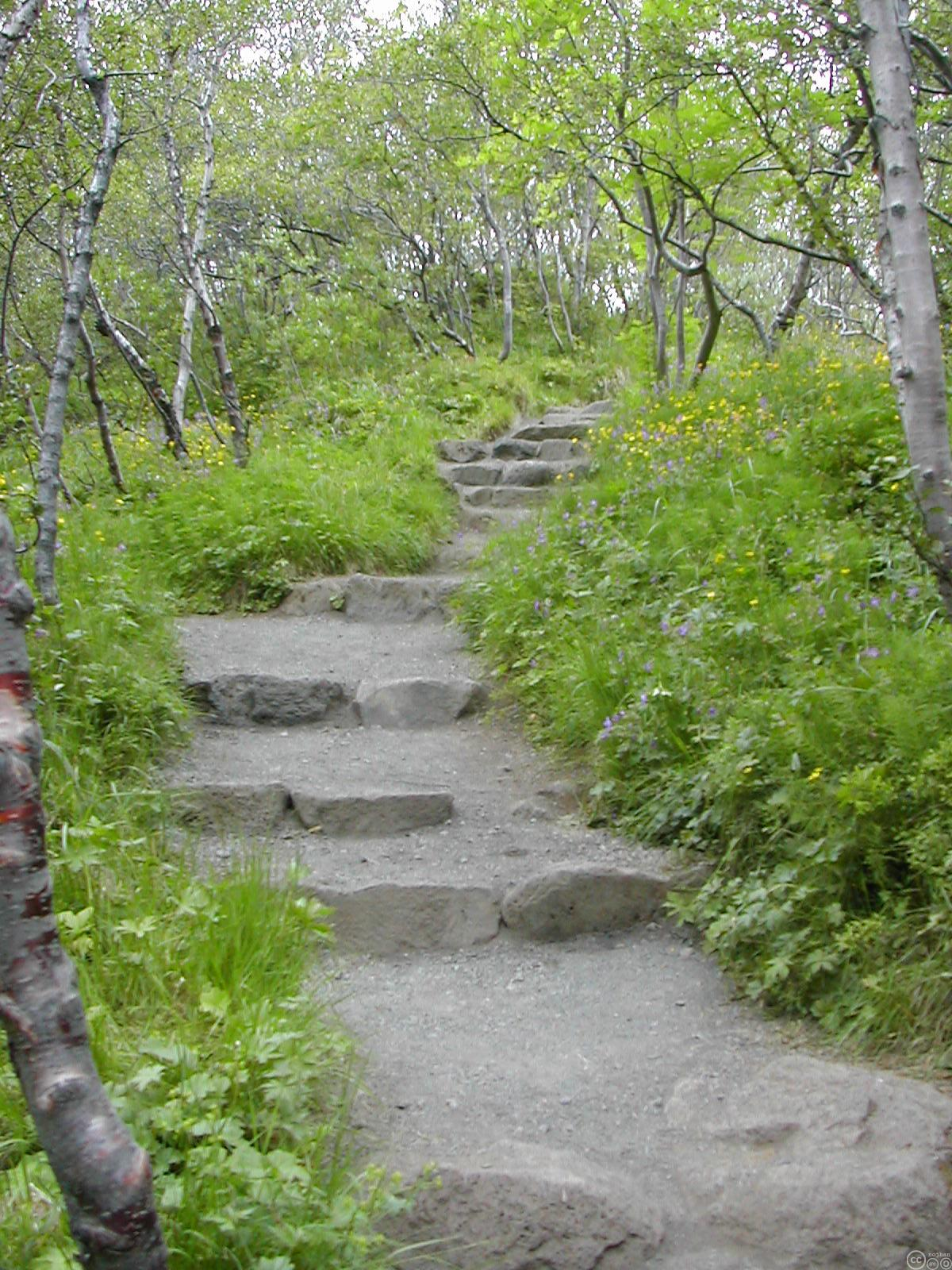
Sendero por el bosque del cañón.

### Geología
Según las investigaciones, al menos dos innundadiones glaciares particularmente fuertes del río Jökulsá á Fjöllum le dieron a la garganta su forma particular. Esto sucedió después de las erupciones de los volcanes Kverkfjöll y Bárðarbunga, ubicados en el glacial Vatnajökull. La primera erupción ocurrió hace unos 8000 a 10.000 años, poco después de la última edad de hielo, y la segunda hace unos 3000 años, esta última alcanzando un máximo de 200,000 m³/s (cuatro veces la fuerza del río glaciar Skeiðará en la avalancha de 1996). Hace 2000 años, el río se desplazó unos 2 km al este, dejando descubierta la garganta de Ásbyrgi.

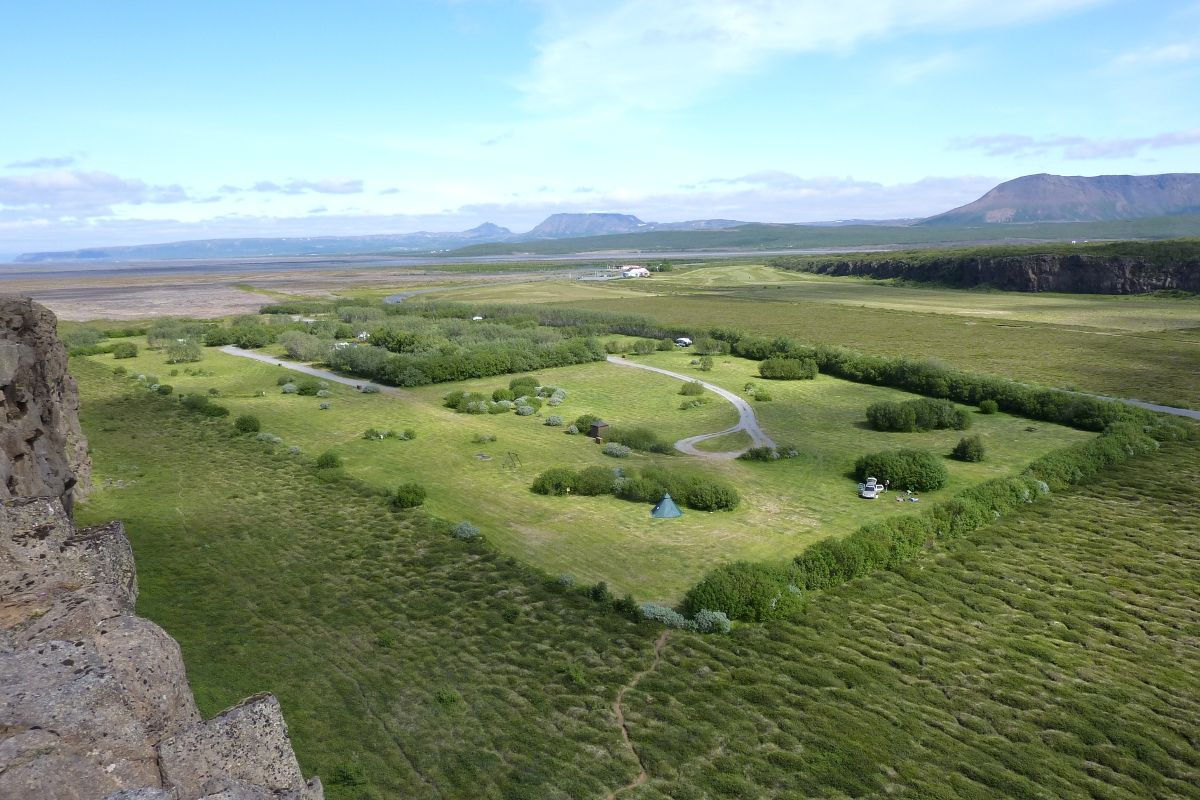
Espacio de campamento en el cañón.

### Mitología
Según la mitología nórdica, Ásbyrgi se formó de manera muy diferente, dado que la forma del desfiladero se parece mucho a una herradura, los antiguos islandeses creyeron que Sleipnir, el caballo de ocho patas de Odín, había hundido uno de sus cascos allí, lo que le valió a Ásbyrgi el apodo de "Huella de Sleipnir".
Ásbyrgi también es conocida como una capital élfica, debido a la creencia general y profundamente arraigada en los elfos en la mitología islandesa, llamados huldufólk ("gente oculta" o "personas invisibles"). Incluso hay un curioso letrero que avisa de un gran centro cultural y económico élfico. Algunas peculiaridades botánicas parecen afirmarlo, ya que los abedules que se encuentran allí, tienen una corteza de color gris plateado, en vez del patrón claro con manchas y marcas oscuras.

## Servicios
Por la lejanía del lugar, no hay mucha infraestructura en comparación a otras partes, hay varios senderos para caminar alrededor del área, y pequeños carteles informativos sobre las especies de plantas que habitan el lugar. Las caminatas guiadas son durante el verano y la información se puede encontrar en Gljúfrastofa, el centro de visitantes del parque nacional, en el campamento de Ásbyrgi, también hay una pequeña estación de servicio con una tienda de comestibles y un auto bar. El cañón cuenta con una estación meteorológica que funciona desde 1998.

## Galería

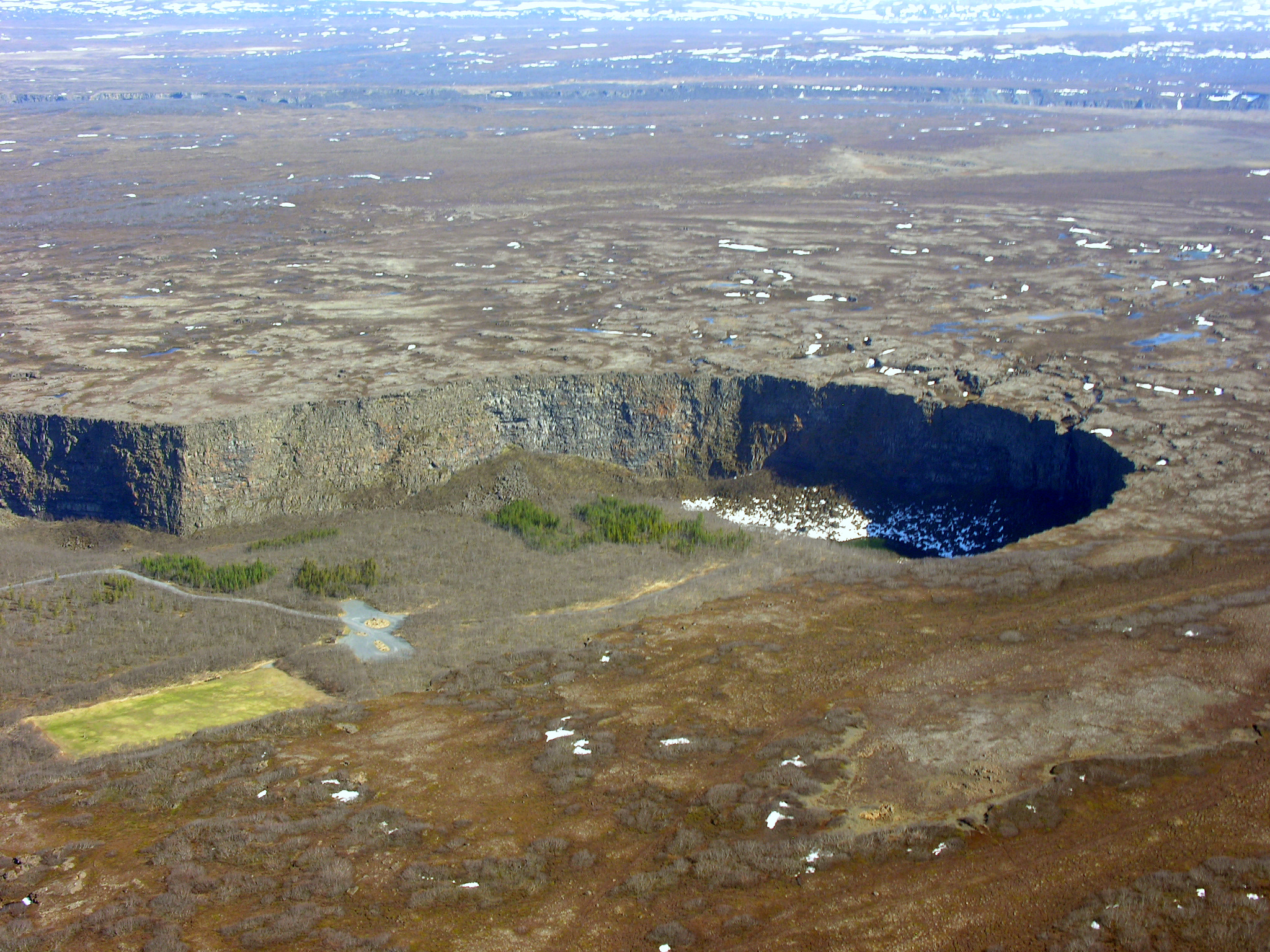
Vista aérea del cañón en primavera
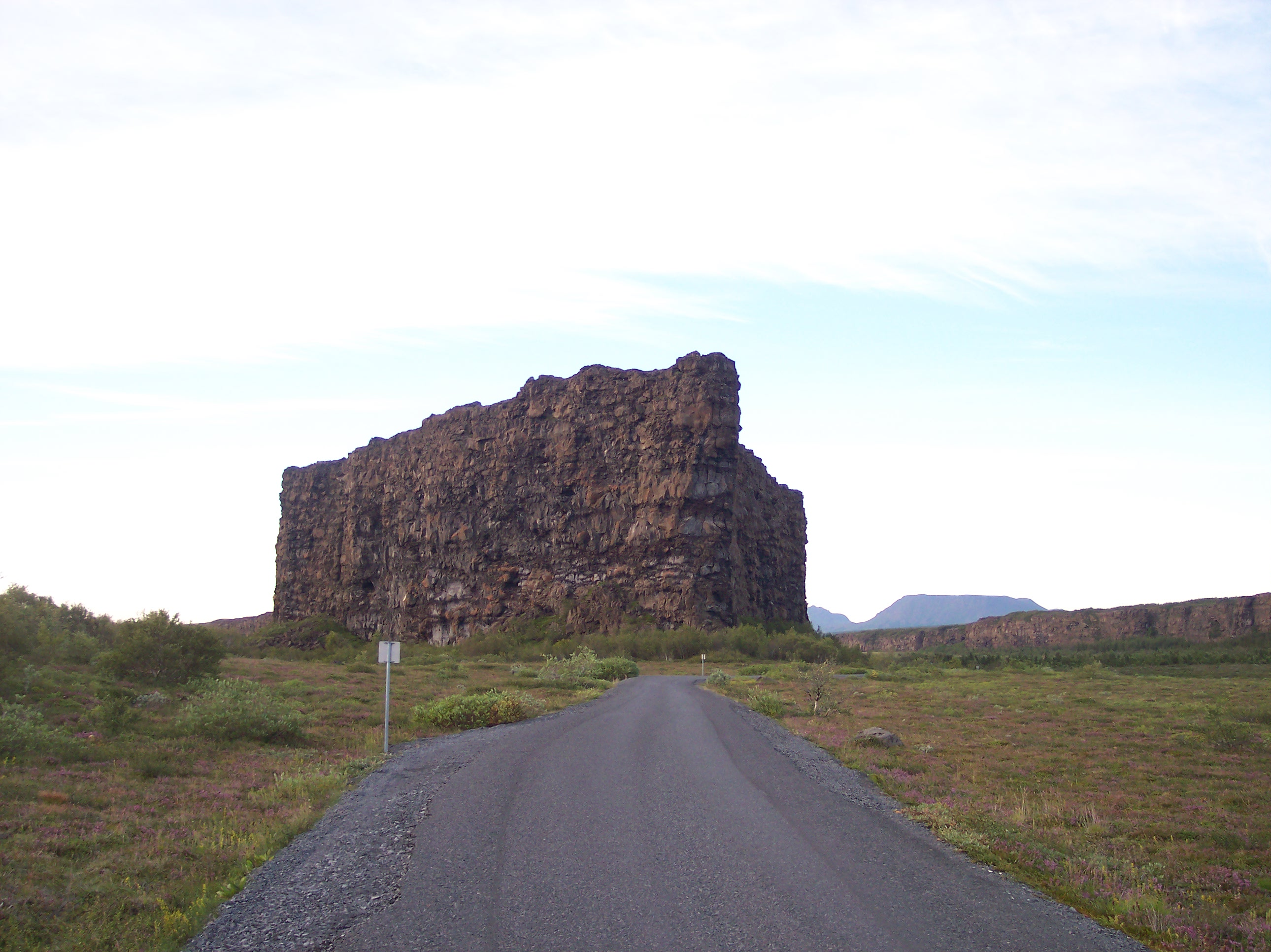
Eyjan
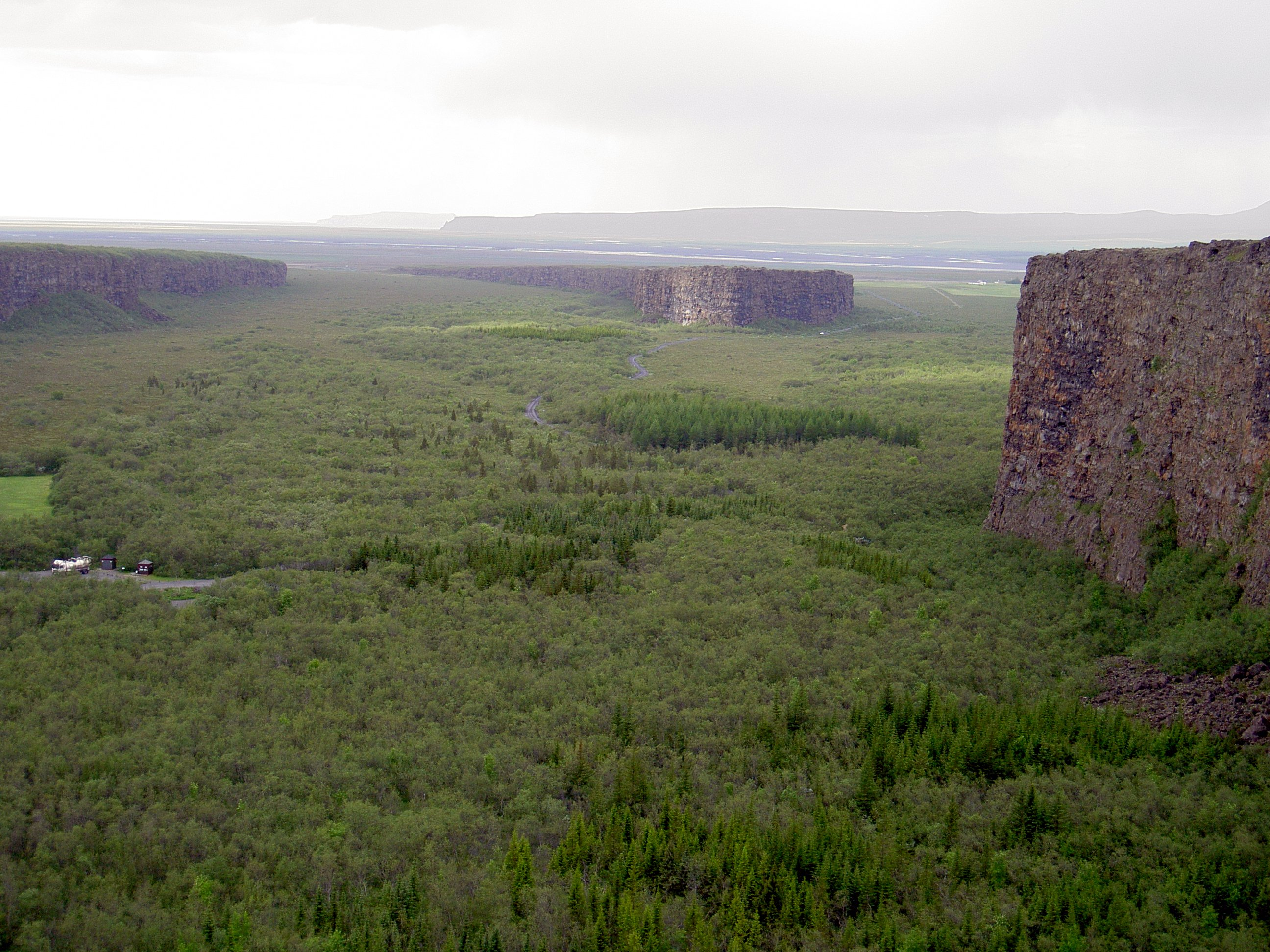
El cañón con Eyjan al fondo
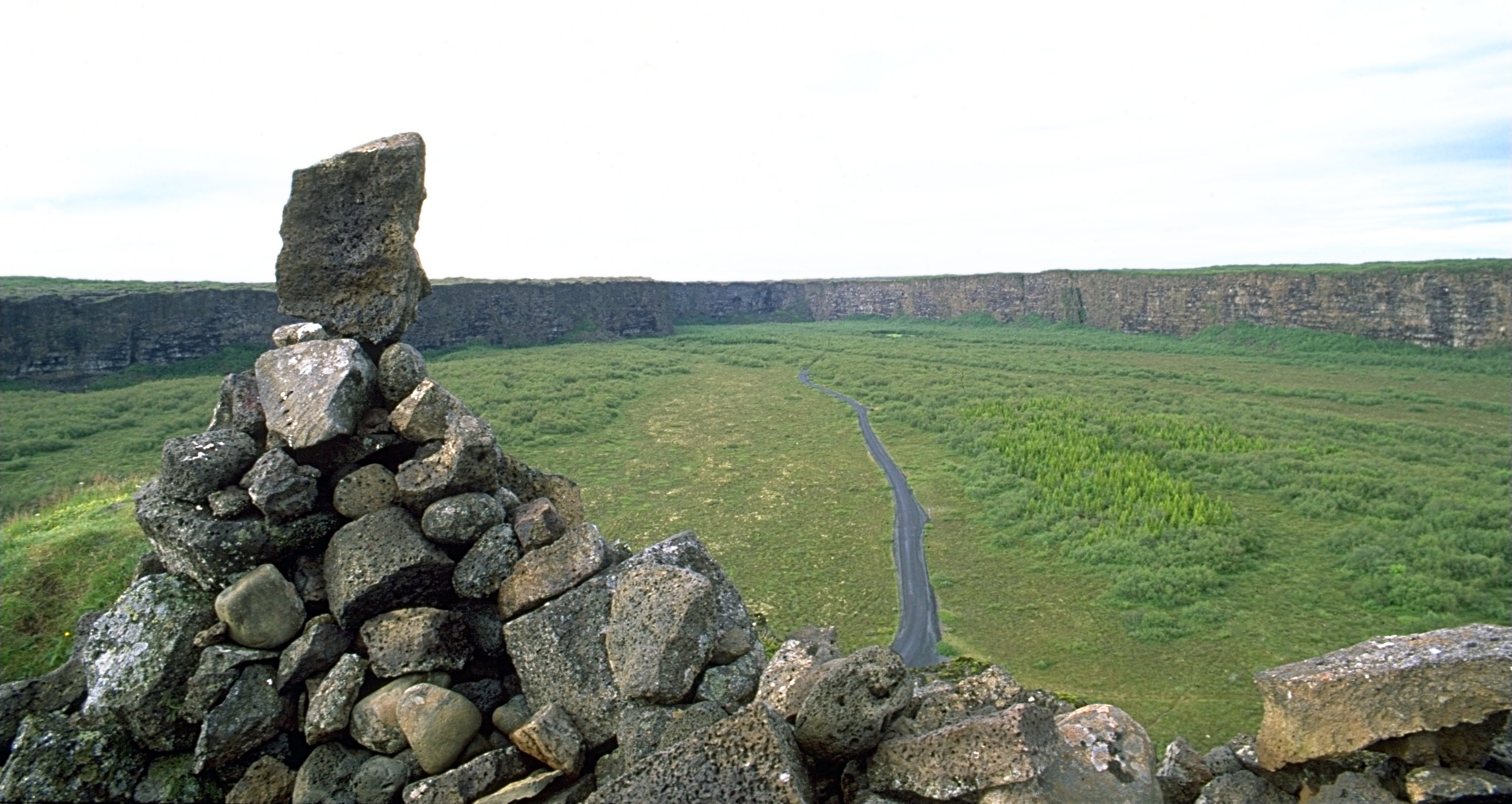
Vista desde la cima de Eyjan
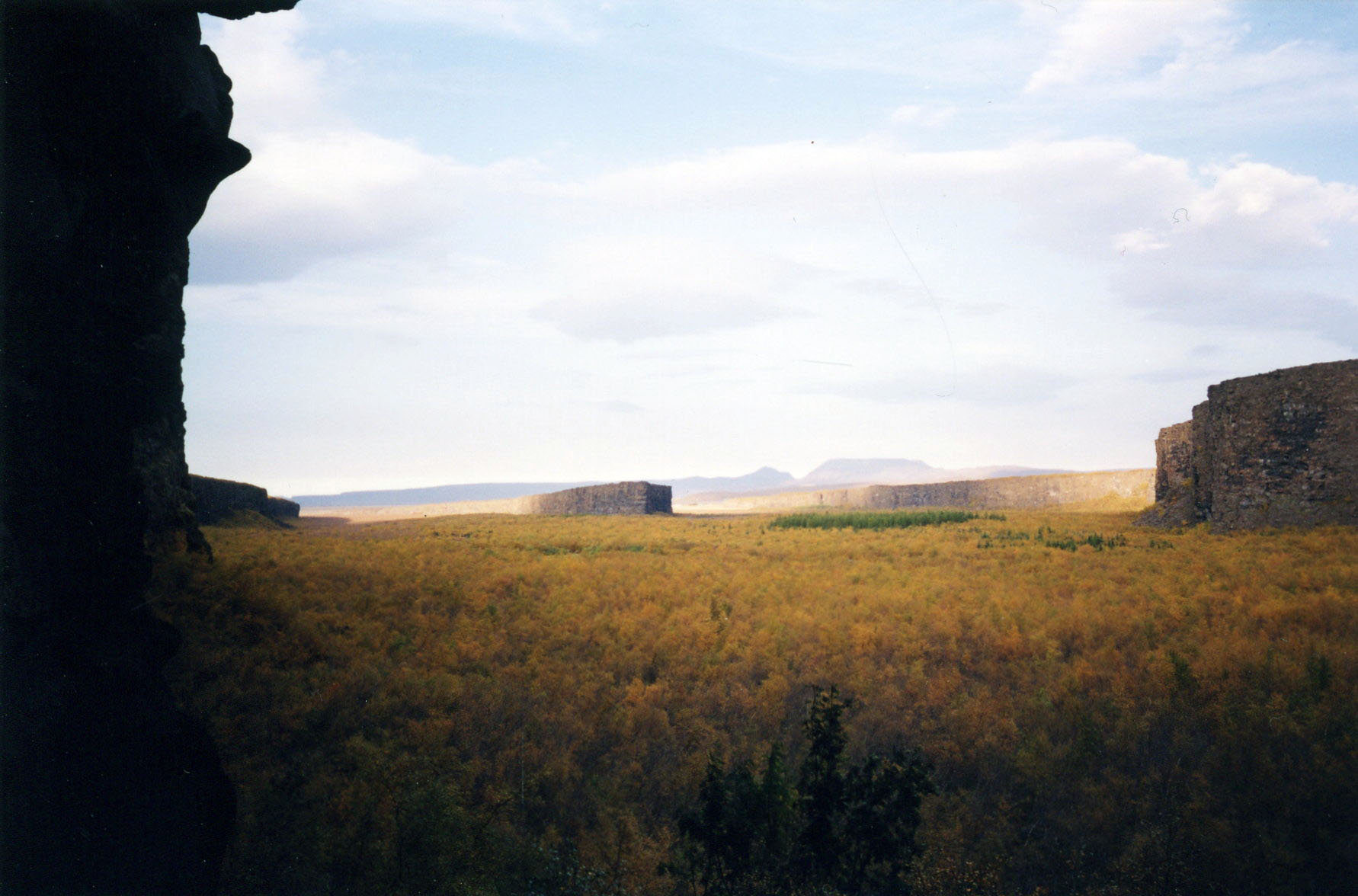
El cañón en otoño